# Max Leipelt
Max Leipelt (ur. 1860, zm. 1928) – niemiecki drukarz, księgarz i wydawca, jeden z najważniejszych autorów pocztówek z widokami Karkonoszy.
Urodził się 19 stycznia 1860 roku w Górze św. Anny na Górnym Śląsku. Ożenił się 19 stycznia 1883 roku w Kowarach, tam też założył i do roku 1890 prowadził swoje wydawnictwo. Następnie przeniósł się razem z przedsiębiorstwem do Cieplic. W latach 1906–1916 zasiadał w radzie miejskiej tej miejscowości, a od 1887 roku był członkiem Związku Rzemieślników, pełnił też przez 10 lat funkcję prezesa tej organizacji, udzielał się w lokalnej wspólnocie katolickiej. Firmę prowadził do 1926 roku, potem zarząd nad nią przejął jego syn, Günther. Zmarł 19 kwietnia 1928 roku i został pochowany w Cieplicach.
W czasie swojej pracy firma Leipelta stworzyła ok. 10.000 wzorów pocztówek, głównie przedstawiających widoki Karkonoszy, ale także Wrocławia i reprodukcje obrazów Carla Ernsta Morgensterna.